# Tubarão-negro
Tubarão-negro ou Carcharhinus obscurus é uma espécie de tubarão da família Carcharhinidae. São vivíparos, com prole de 3 a 14 filhotes por ninhada. Seus filhotes servem de presa para tubarões maiores, vivem na zona mesopelágica. Animal de hábito migratório, pode ser perigoso a humanos.

## Características
Dentes extremamente afiados. Focinho ligeiramente mais curto do que largura da boca, arredondado, com lóbulos nasais anteriores muito baixos. Olhos grandes. Coloração cinza-azulada-escura na parte superior e branca na inferior. Pontas da maioria de nadadeiras enegrecidas nos mais jovens, mas mais discretas nos adultos. Atinge 4 m de comprimento. Os Tubarões negros são encontrados em margens de Recifes e é um dos maiores tubarões que habitam os mares do Texas. Nadam no oceano atrás de comida rápida, normalmente lulas, linguado e estrela do mar. Gostam de ficar no fundo, onde possuem uma maior resistência.